# Treron
Treron es un género de aves columbiformes perteneciente a la familia Columbidae. Está integrado por diversas especies de palomas tropicales del Viejo Mundo conocidas comúnmente como vinagos.

## Especies
El género Treron incluye 29 especies:
- Treron fulvicollis - vinago cabecirrufo;
- Treron olax - vinago chico;
- Treron vernans - vinago culirrosa;
- Treron bicinctus - vinago bicinta;
- Treron pompadora - vinago pompadour;
- Treron affinis - vinago de los Ghats;
- Treron phayrei - vinago del Himalaya;
- Treron chloropterus - vinago de las Andamán;
- Treron axillaris - vinago axilar;
- Treron aromaticus - vinago de Buru;
- Treron curvirostra - vinago piquigrueso;
- Treron griseicauda - vinago cabecigrís;
- Treron teysmannii - vinago de Sumba;
- Treron floris - vinago de Flores;
- Treron psittaceus - vinago de Timor;
- Treron capellei - vinago grande;
- Treron phoenicopterus - vinago patigualdo;
- Treron waalia - vinago waalia;
- Treron australis - vinago malgache;
- Treron griveaudi - vinago de las Comoras;
- Treron calvus - vinago africano;
- Treron pembaensis - vinago de Pemba;
- Treron sanctithomae - vinago de Santo Tomé;
- Treron apicauda - vinago rabudo;
- Treron oxyurus - vinago de Sumatra;
- Treron seimundi - vinago culigualdo;
- Treron sphenurus - vinago rabocuña;
- Treron sieboldii - vinago japonés;
- Treron formosae - vinago de Formosa.